# Lucien Fugère
Lucien Fugère (Parigi, 22 luglio 1848 – Parigi, 15 gennaio 1935) è stato un baritono francese, legato in particolare al repertorio francese e ai personaggi di Mozart. Ha goduto di una carriera eccezionalmente lunga, cantando fino ad 80 anni.

## Biografia
Il padre di Fugère morì quando aveva 6 anni e all'età di 12 anni fece l'apprendista come muratore, lavorando con i suoi fratelli alla riparazione di statue e doccioni di Notre Dame. Entrò anche, e fu notato, nelle società di canto popolari di Parigi dell'epoca.
Fugère lavorava come venditore di gioielli quando decise di tentare la fortuna nella carriera musicale. Dopo aver preso lezioni private di canto (fu respinto dal Conservatorio di Parigi), fece il suo debutto come chansonnier al Bataclan nel 1870. Fece poi il suo debutto nell'operetta al Théâtre des Bouffes-Parisiens, nel 1874, in La branche cassée di Gaston Serpette. Inoltre cantò in La Boite au lait, Madame l'archiduc, Le Moulin du Vent-Galant e La créole al Bouffes.
La svolta della sua carriera avvenne nel 1877, quando fece il suo debutto all'Opéra-Comique nei panni di Jean, in Les noces de Jeannette di Victor Massé. Si sarebbe esibito lì regolarmente fino al 1920, creando ruoli in più di 30 opere, in particolare il padre in Louise di Gustave Charpentier, Fritelli in Le roi malgré lui di Emmanuel Chabrier e per Jules Massenet, Pandolfe in Cendrillon, il Diavolo in Grisélidis, des Grieux in Le portrait de Manon, Sancho in Don Quichotte, Boniface in Le jongleur de Notre-Dame e per André Messager, Maitre André in Fortunio, Buvat in Le chevalier d'Harmental e le Duc de Longueville in La Basoche. In totale cantò in oltre 100 ruoli compresi Figaro, Leporello, Papageno di Mozart, Falstaff di Verdi ed apparve al Gaîté-Lyrique dal 1908 al 1919.
Due canzoni di Chabrier sono dedicate a Fugère: Sommation irrespectueuse e Pastorales des cochons roses, di cui eseguì la prima nel 1890.
Nel 1898, dopo aver cantato alla riapertura della Salle Favart, Fugère fu presentato al Presidente Faure dal quale ricevette la Croce di Cavaliere della Légion d'Honneur.
Fugère cantò per l'ultima volta Le Duc de Longueville all'Opéra-Comique nel 1929 e la sua esibizione finale sul palco fu nel ruolo di Bartolo di Rossini, al teatro Trianon-Lyrique, nel 1933, all'età di 85 anni.
La sua voce era descritta come "un basso chantante di snella gamma baritonale, con chiarezza squillante nel registro più basso e abile raffinatezza in quello acuto". Registrò per la Zonophone nel 1902 e poi per Columbia nel 1928–1930 (ripubblicato da Symposium).
Un eccezionale cantante-attore e ottimo musicista, Lucien Fugère ha goduto di una delle carriere liriche più lunghe di tutti i tempi. Quando gli fu chiesto della sua longevità, rispose a un intervistatore: "Se un uomo non canta bene quando ha 83 anni, quando lo farà, mi piacerebbe saperlo!" È stato paragonato al tenore svizzero Hugues Cuénod, che debuttò al Metropolitan Opera all'età di 84 anni.
Diventò insegnante di canto al Conservatorio di Parigi, fu membro del Comitato dell'Associazione degli artisti drammatici e membro della "Commissione dipartimentale dei siti e dei monumenti naturali delle opere artistiche della Charente-Inférieure".
Anche il fratello di Lucien, Paul Fugère (1851-1920 c.ca), era un cantante d'opera.

## Galleria d'immagini

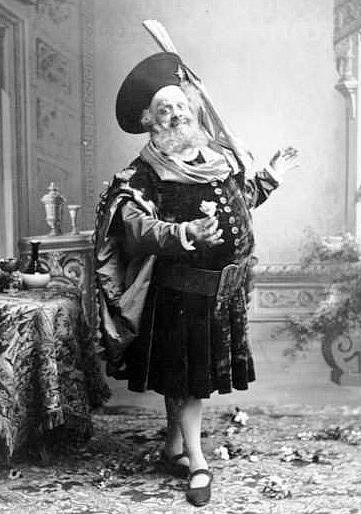
Nel ruolo di Sir John Falstaff nel Falstaff di Verdi
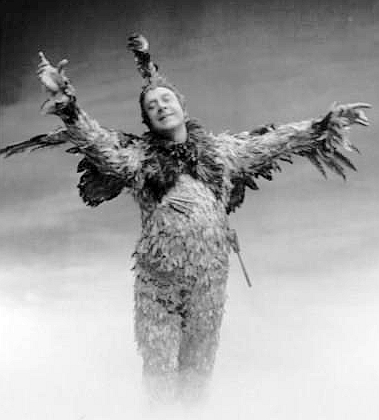
Come Papageno nel Flauto magico di Mozart
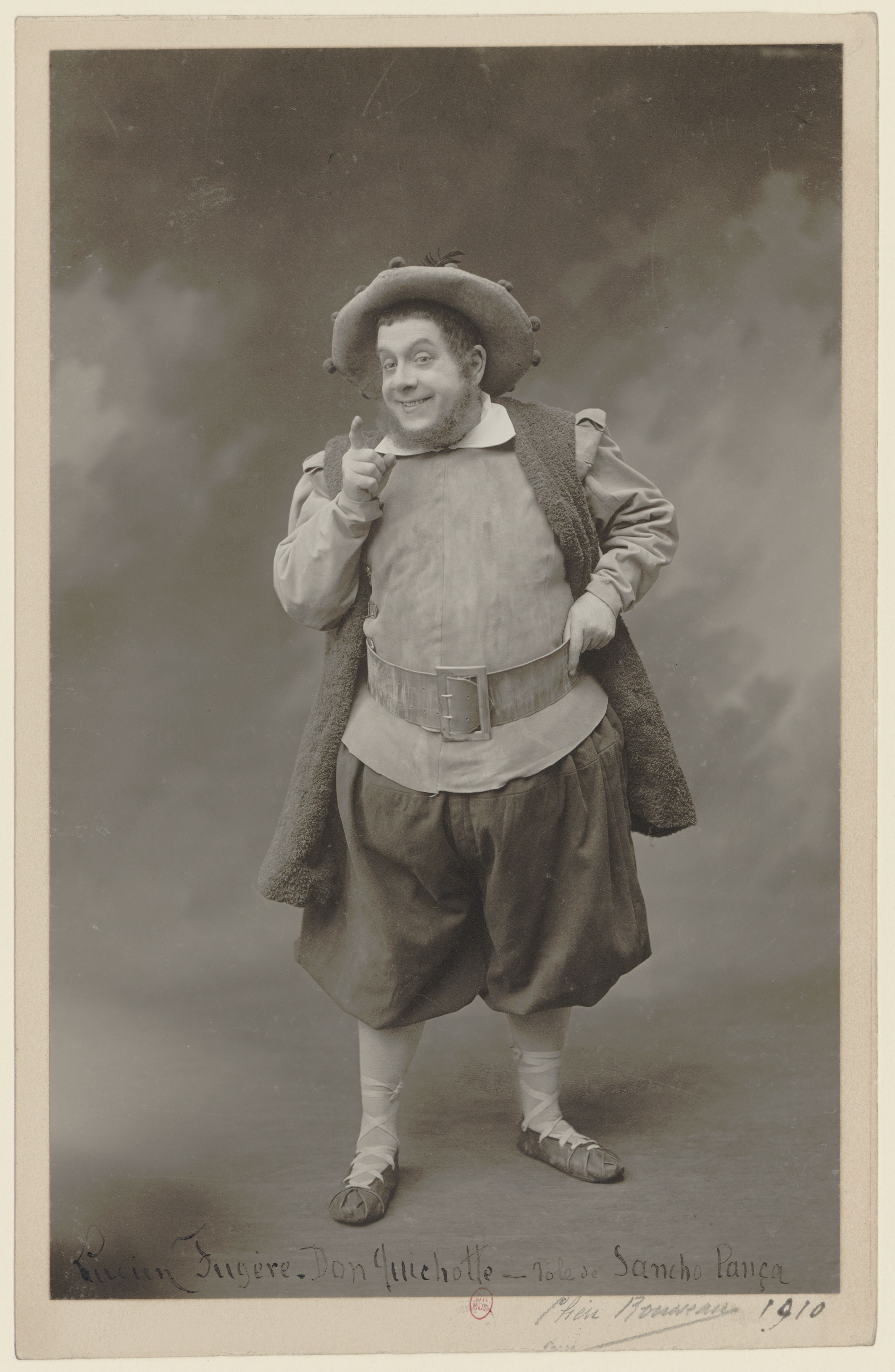
Come Sancho Pança nel Don Quichotte di Massenet
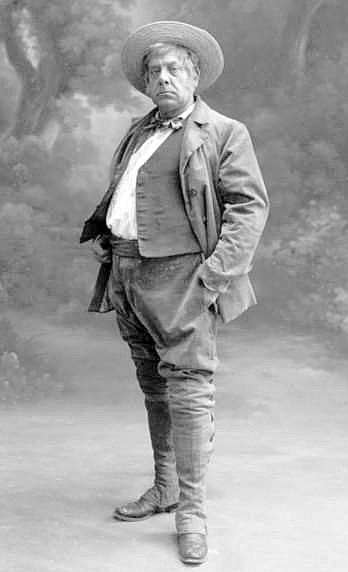
Come Maître Vigord in Sanga di Isidore de Lara